# بیان هونگمین
بیان هونگمین (انگلیسی: Bian Hongmin؛ زادهٔ ۲۲ سپتامبر ۱۹۸۹) بازیکن والیبال اهل چین است. وی در بازی‌های المپیک تابستانی ۲۰۰۸ شرکت کرده‌است.